# آن ویازمسکی
آن ویازمسکی (Anne Wiazemsky؛ زاده ۱۴ مه ۱۹۴۷ برلین – مرگ ۵ اکتبر ۲۰۱۷ در پاریس) بازیگر و رمان‌نویس اهل فرانسه بود. شهرت او بیشتر برای بازی در فیلم‌های ژان لوک گدار و روبر برسون بود.
از فیلم‌های او می‌توان به چینی و ناگهان بالتازار اشاره کرد.
وی زاده ۲۳ اردیبهشت ۱۳۲۶ بود و در ۱۳ مهر ۱۳۹۶ در سن ۷۰ سالگی در اوج بیماری سرطان درگذشت. فرانسوا موریاک برنده جایزه ادبی نوبل پدربزرگ مادری او بود.